# Halámky
Halámky település Csehországban, a Jindřichův Hradec-i járásban. Halámky Nová Ves nad Lužnicí, Suchdol nad Lužnicí, Rapšach és Dvory nad Lužnicí településekkel határos. Lakosainak száma 147 fő (2024. január 1.).

## Népesség
A település lakosságának változását az alábbi diagram mutatja:
| Lakosok száma | 373  | 449  | 469  | 286  | 252  | 168  | 173  | 194  | 174  | 147  |
|               | 1869 | 1890 | 1921 | 1950 | 1980 | 2001 | 2017 | 2019 | 2022 | 2024 |